# Kiril Terziev
Kiril Stojčev Terziev (in bulgaro Кирил Стойчев Терзиев?; Petrich, 1º settembre 1983) è un lottatore bulgaro, specializzato nella lotta libera.

## Palmarès

### Olimpiadi
- 1 medaglia:
  - 1 bronzo (Pechino 2008 nei 74 kg)